# Acanthella ramus
Acanthella ramus är en svampdjursart som först beskrevs av Sim, Kim och Byeon 1990.  Acanthella ramus ingår i släktet Acanthella och familjen Dictyonellidae.
Artens utbredningsområde är havet utanför Sydkorea. Inga underarter finns listade i Catalogue of Life.